# Hjedding
Hjedding ligger i Sydvestjylland og er en lille landsby, beliggende ca. 1 kilometer syd for Ølgod. Byen befinder sig i Varde Kommune og hører til Region Syddanmark. 
Den er kendt for at være stedet hvor det første andelsmejeri i Danmark blev etableret.